# Vitnoppor
Vitnoppor (Pseudognaphalium) är ett släkte av korgblommiga växter. Vitnoppor ingår i familjen korgblommiga växter.

## Bildgalleri

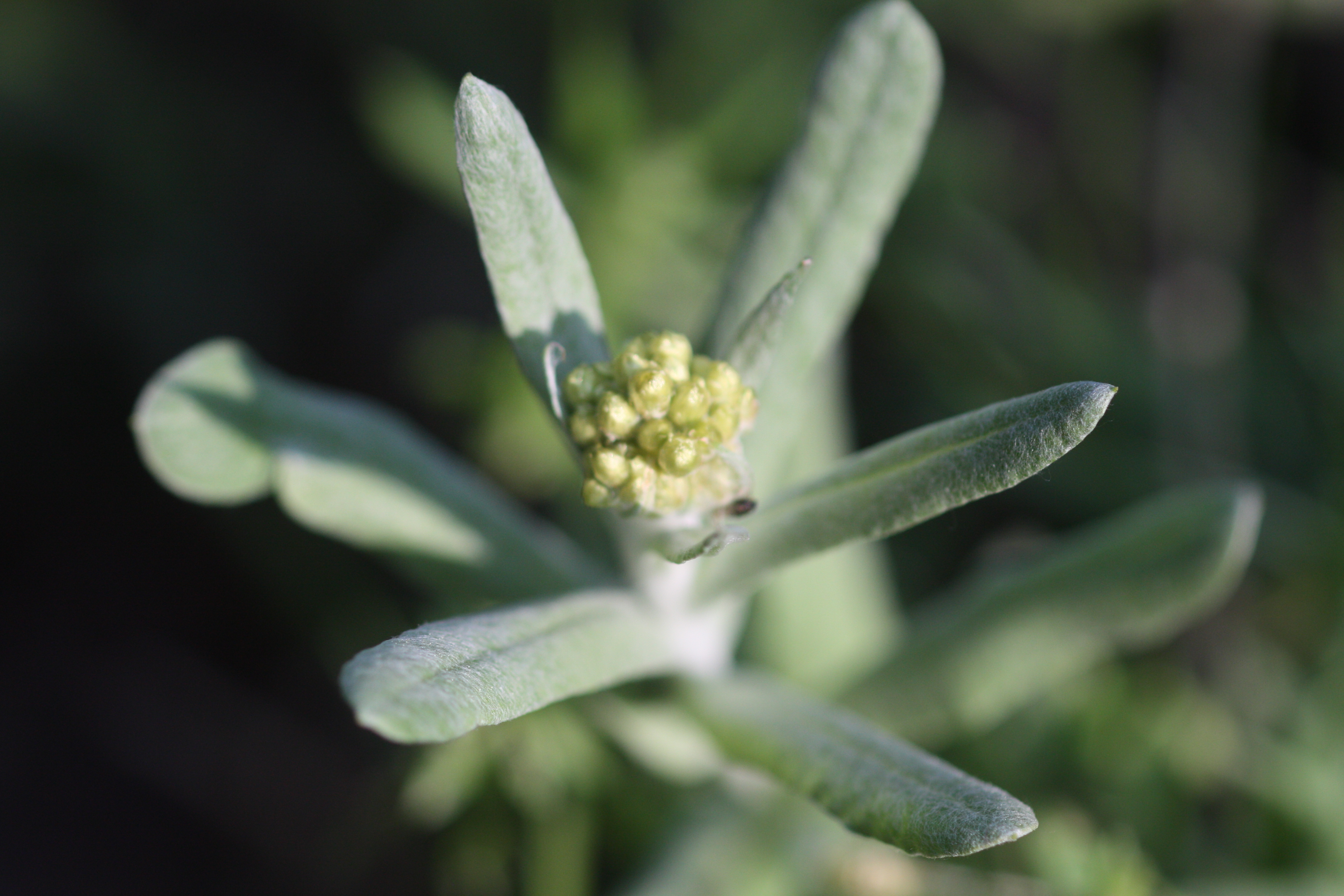
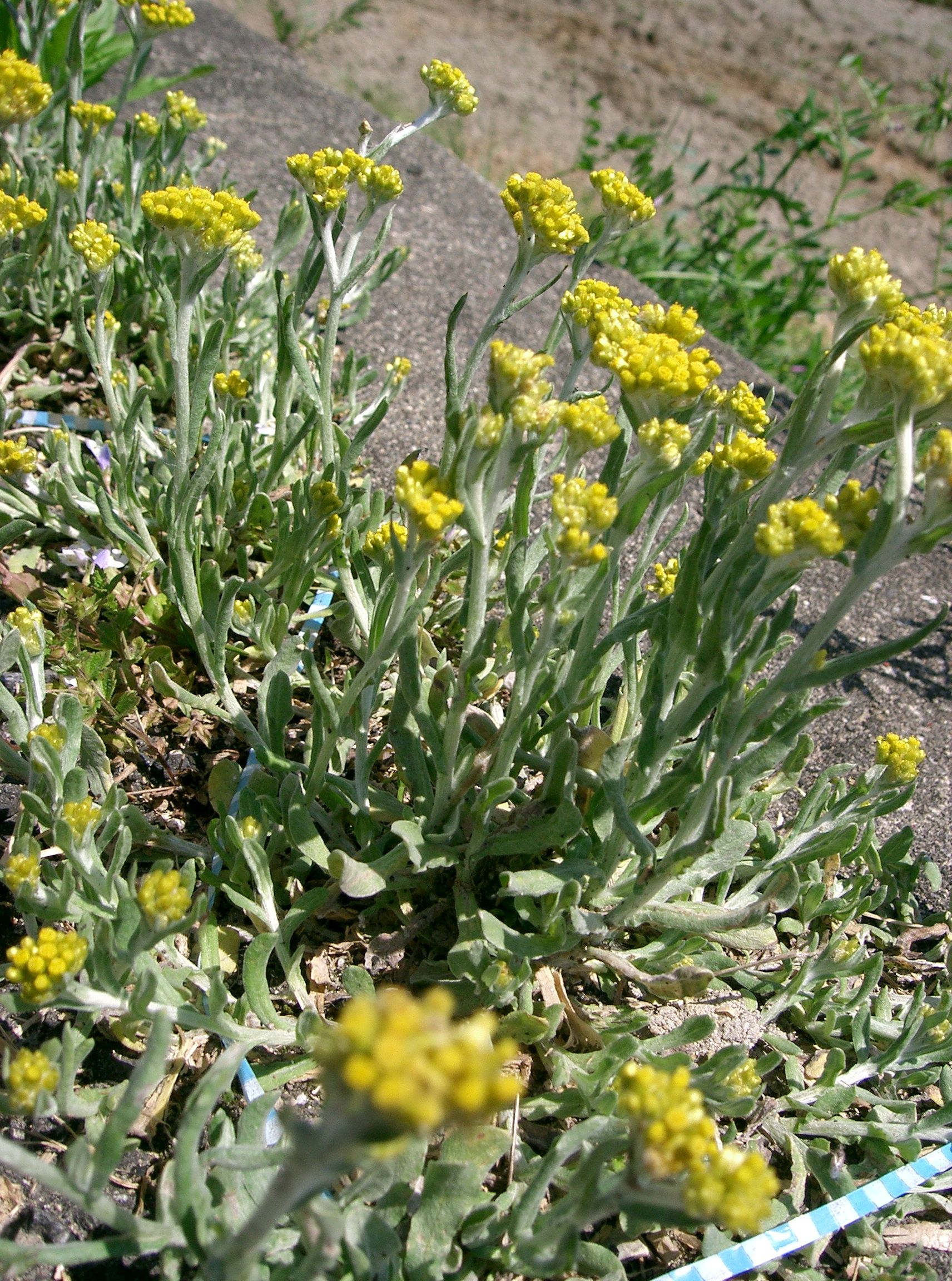
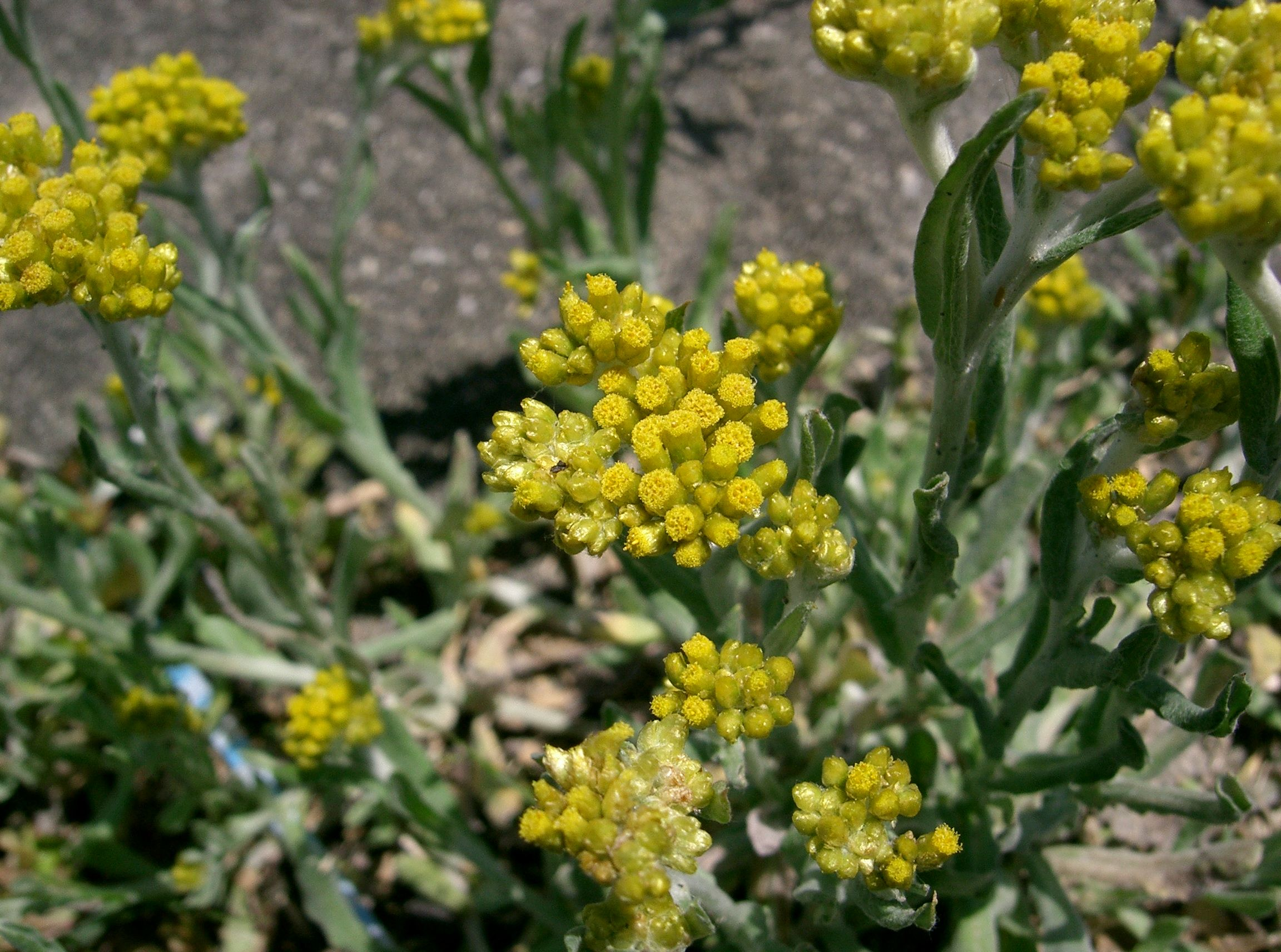
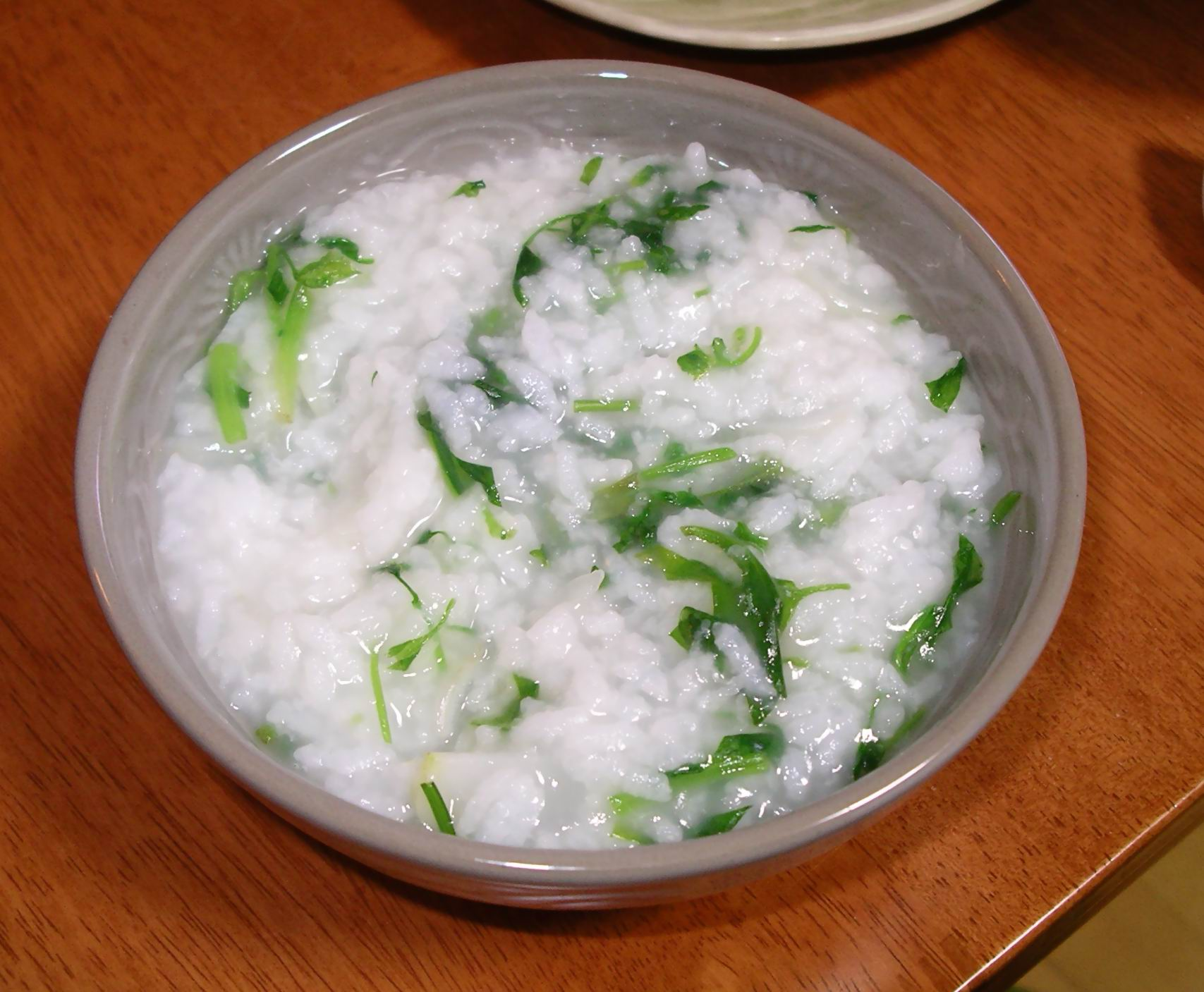
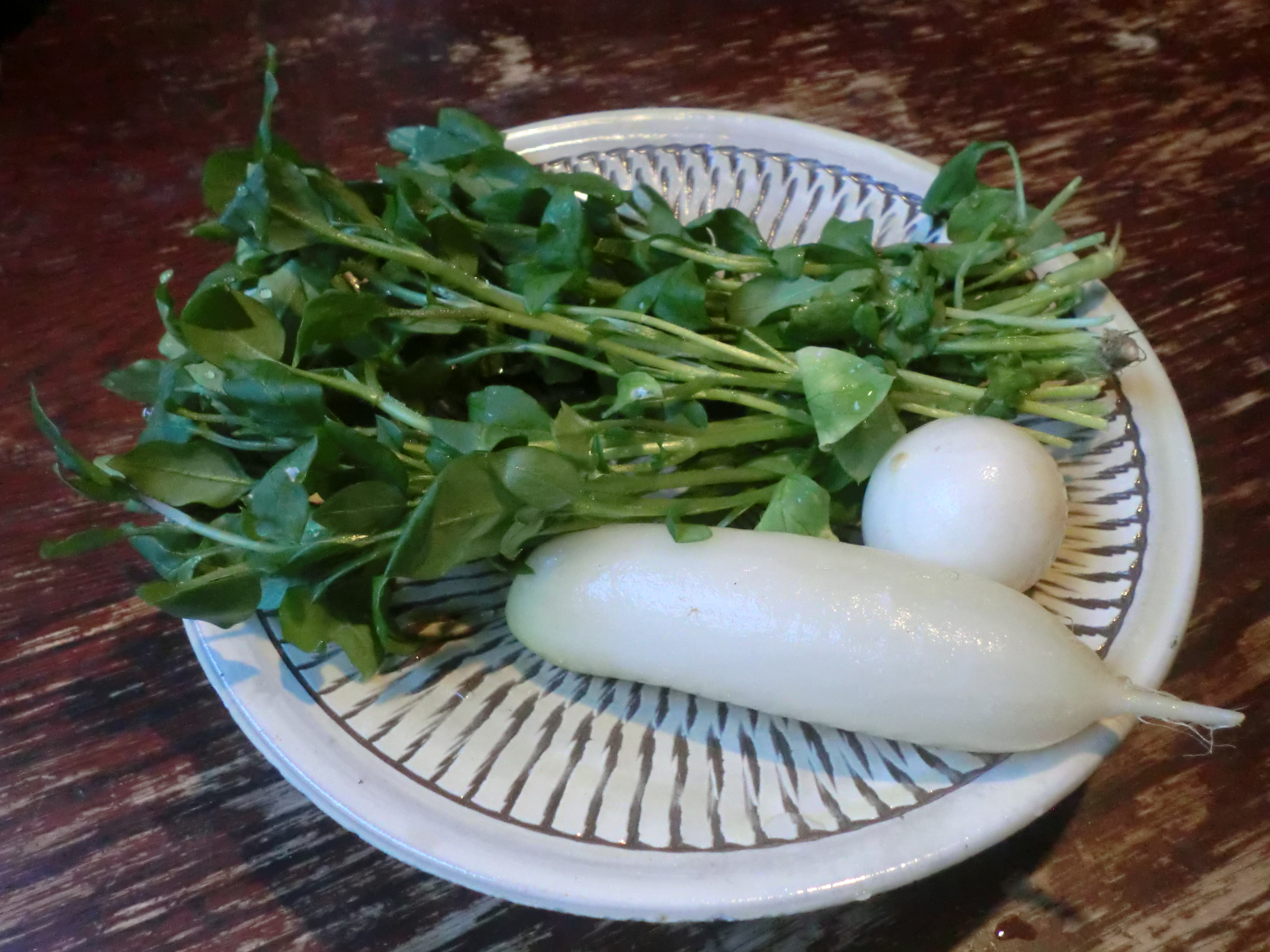
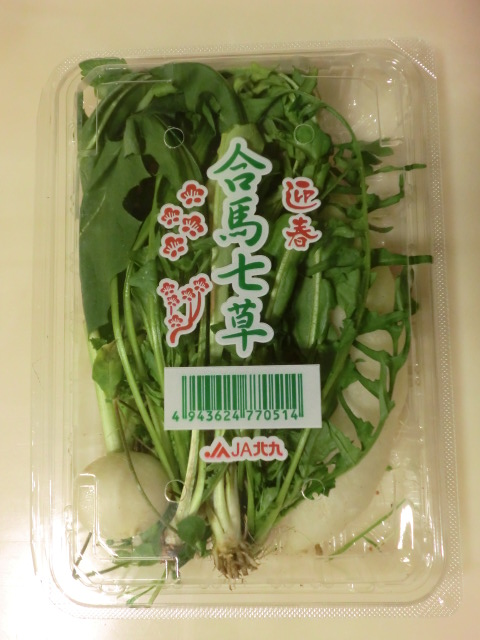

## Dottertaxa till Vitnoppor, i alfabetisk ordning[1]
- Pseudognaphalium acutiusculum
- Pseudognaphalium alatocaule
- Pseudognaphalium albescens
- Pseudognaphalium altimiranum
- Pseudognaphalium antennarioides
- Pseudognaphalium arizonicum
- Pseudognaphalium attenuatum
- Pseudognaphalium beneolens
- Pseudognaphalium biolettii
- Pseudognaphalium bourgovii
- Pseudognaphalium brachyphyllum
- Pseudognaphalium brachypterum
- Pseudognaphalium caeruleocanum
- Pseudognaphalium californicum
- Pseudognaphalium canescens
- Pseudognaphalium chartaceum
- Pseudognaphalium chrysocephalum
- Pseudognaphalium conoideum
- Pseudognaphalium crenatum
- Pseudognaphalium domingense
- Pseudognaphalium ehrenbergianum
- Pseudognaphalium elegans
- Pseudognaphalium flavescens
- Pseudognaphalium gaudichaudianum
- Pseudognaphalium greenmannii
- Pseudognaphalium gypsophillum
- Pseudognaphalium helleri
- Pseudognaphalium henricksonii
- Pseudognaphalium hermaphroditicum
- Pseudognaphalium hypoleucum
- Pseudognaphalium illapelinum
- Pseudognaphalium inornatum
- Pseudognaphalium jaliscense
- Pseudognaphalium lanuginosum
- Pseudognaphalium leucocephalum
- Pseudognaphalium liebmannii
- Pseudognaphalium macounii
- Pseudognaphalium marranum
- Pseudognaphalium marrum
- Pseudognaphalium mcvaughii
- Pseudognaphalium melanosphaerum
- Pseudognaphalium micradenium
- Pseudognaphalium microcephalum
- Pseudognaphalium moritzianum
- Pseudognaphalium nataliae
- Pseudognaphalium nubicola
- Pseudognaphalium oaxacanum
- Pseudognaphalium obtusifolium
- Pseudognaphalium oligandrum
- Pseudognaphalium oxyphyllum
- Pseudognaphalium oxyrubrum
- Pseudognaphalium pacificum
- Pseudognaphalium pellitum
- Pseudognaphalium perelegans
- Pseudognaphalium petasatum
- Pseudognaphalium petitianum
- Pseudognaphalium pringlei
- Pseudognaphalium priscum
- Pseudognaphalium purpurascens
- Pseudognaphalium ramosissimum
- Pseudognaphalium rhodarum
- Pseudognaphalium richardianum
- Pseudognaphalium roseum
- Pseudognaphalium rosillense
- Pseudognaphalium rucillense
- Pseudognaphalium sandwicensium
- Pseudognaphalium saxicola
- Pseudognaphalium schraderi
- Pseudognaphalium selleanum
- Pseudognaphalium semiamplexicaule
- Pseudognaphalium semilanatum
- Pseudognaphalium sonorae
- Pseudognaphalium standleyi
- Pseudognaphalium stereovirens
- Pseudognaphalium stramineum
- Pseudognaphalium subsericeum
- Pseudognaphalium sylvicola
- Pseudognaphalium thermale
- Pseudognaphalium tortuanum
- Pseudognaphalium turneri
- Pseudognaphalium undulatum
- Pseudognaphalium villarreali
- Pseudognaphalium vira-vira
- Pseudognaphalium viscosum